# Liam Payne
Liam James Payne (Wolverhampton, 29 agosto 1993 – Buenos Aires, 16 ottobre 2024) è stato un cantante britannico, noto per essere stato un membro della band anglo-irlandese One Direction.
Nel 2016 Payne aveva firmato un contratto da solista con la Capitol Records, e con Republic Records negli Stati Uniti.

## Biografia
Liam James Payne è nato il 29 agosto 1993 al New Cross Hospital, nel distretto di Heath Town a Wolverhampton, dall'infermiera Karen Payne e del personal trainer Geoff Payne, i quali erano già genitori delle sorelli maggiori del nascituro, Ruth e Nicola. Tuttavia, il bambino nacque con tre settimane d'anticipo rispetto al previsto, motivo per cui soffrì di malattie ricorrenti per tutta la sua infanzia: sin dall'età di quattro anni si è dovuto sottoporre a esami periodici in ospedale poiché i medici avevano notato che uno dei suoi reni fosse cicatrizzato e disfunzionale.
Da studente, Payne iniziò a praticare varie attività sportive, in particolare corsa campestre: si unì al Wolverhampton & Bilston Athletics Club per perseguire la sua carriera di corridore, classificandosi tra i primi tre corridori nei 1 500 metri del Paese nella sua fascia d'età. Cominciò a seguire lezioni di boxe all'età di dodici anni in modo da sottrarsi al bullismo da parte degli studenti più grandi. Payne ha completato gli studi presso la St Peter's Collegiate School prima di passare a studiare tecnologia musicale al City of Wolverhampton College. Payne è stato introdotto nel mondo dello spettacolo all'età di 12 anni, come membro della Pink Productions Theatre Company, apparendo come Tony Manero in La febbre del sabato sera. Payne si era precedentemente esibito davanti a un pubblico di 26.000 persone durante una partita di calcio del Wolverhampton Wanderers.

## Carriera

### 2010-2016: One Direction

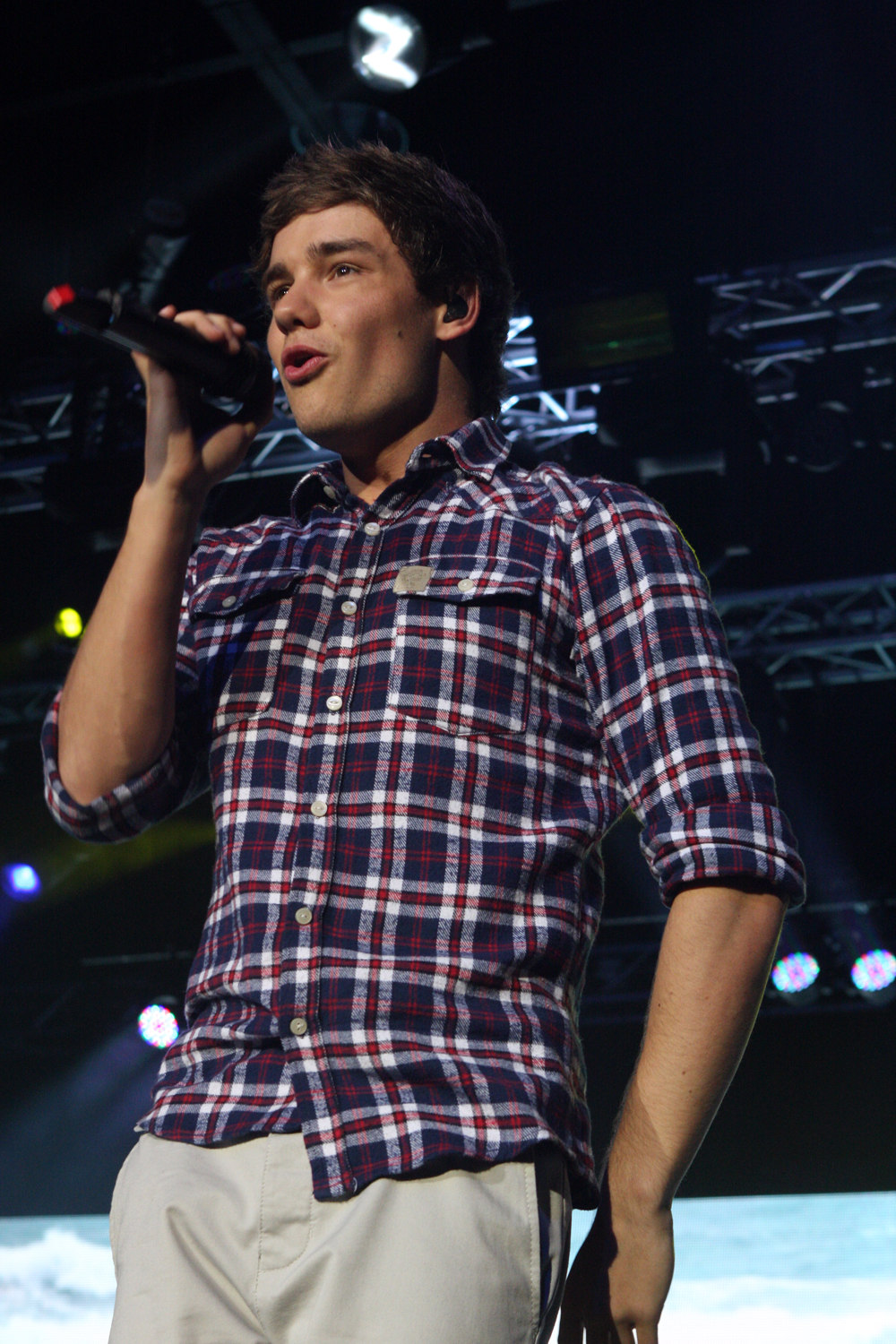
Liam Payne con gli One Direction a Sydney, aprile 2012

Payne ha debuttato come cantante con un provino come artista solista per il talent show britannico The X Factor nel 2008 con Fly Me to the Moon di Frank Sinatra. Sebbene scartato da Simon Cowell, Payne, che all'epoca aveva 14 anni, fu incoraggiato a ripresentarsi qualche anno più tardi. Ha ripetuto l'audizione nel 2010, presentandosi alle audizioni con il brano Cry Me a River.
Nonostante superi il provino, non riesce a qualificarsi ai Bootcamp: i giudici decidono di unire lui e altri quattro ragazzi eliminati, Niall Horan, Louis Tomlinson, Harry Styles e Zayn Malik, in modo che possano partecipare sotto la categoria "Gruppi". Nascono così gli One Direction che dopo essersi classificati terzi cominciano una carriera di enorme successo: pubblicano cinque album promossi in quattro tour mondiali e vincono, tra gli altri premi, sette BRIT Award e quattro MTV Video Music Awards e sette American Music Awards.
Nel 2013 è diventato ambasciatore insieme ad Harry Styles dell'associazione benefica Trekstock, che si occupa di raccogliere fondi a favore della ricerca contro il cancro. Insieme a Styles si è offerto per la campagna #HangwithLiam&Harry, raccogliendo oltre 700 000 dollari. Payne ha lavorato indipendentemente sotto gli pseudonimi Big Payno e Payno creando remix per canzoni per sé e per la cantante Cheryl.

### 2016-2019: Carriera da solista eLP1
Il 21 giugno 2016 ha annunciato su Twitter di aver firmato un contratto da solista con l'etichetta discografica Capitol Records, con la quale ha pubblicato il singolo di debutto Strip That Down il 19 maggio 2017. Nel mese di luglio è uscito invece il singolo Get Low insieme al produttore tedesco Zedd. Successivamente è arrivato il singolo Bedroom Floor, al cui video ha preso parte l'attrice Bella Thorne. Al termine dell'anno è uscito For You, brano inciso con Rita Ora e incluso nella colonna sonora del film Cinquanta sfumature di rosso.
Il 15 maggio 2018 Payne ha confermato che il suo album di debutto da solista prossimamente in uscita sarebbe stato pubblicato il 14 settembre. Tuttavia il progetto è stato in seguito posticipato e il 24 agosto è uscito il primo EP dell'artista, First Time. Nello stesso anno e nei primi mesi del 2019, Payne ha pubblicato ulteriori singoli stand-alone: Familiar con J Balvin, Polaroid con Jonas Blue e Lennon Stella e Stack It Up con A Boogie wit da Hoodie. Il 18 ottobre il cantante ha rivelato titolo e tracklist del suo album di debutto in uscita il 6 dicembre: LP1

### 2020-2024: singoli inediti eThe LP Show
L'8 aprile 2020 è stato pubblicato il singolo Midnight di Alesso, a cui Payne ha collaborato vocalmente. Due mesi più tardi ha annunciato The LP Show, una serie di concerti virtuali la cui prima tappa è avvenuta il 17 luglio 2020, mentre la seconda il 29 agosto dello stesso anno. Il 31 ottobre si è svolta la terza data. In seguito, il 9 gennaio 2021, si svolge la data finale, The LP Show Final Act. Il 27 ottobre l'artista ha rivelato l'uscita del singolo natalizio Naughty List, realizzato in collaborazione con Dixie D'Amelio. Il 27 agosto 2021 è uscito il singolo Sunshine, parte della colonna sonora del film Disney Ron - Un amico fuori programma.
Nel maggio 2023 conferma che stava lavorando al suo secondo album, inoltre, annuncia le date di un breve tour da solista in America Latina dall'1 al 12 settembre 2023 con tappe in Perù, Colombia, Cile, Brasile, Argentina e Messico. Nell'agosto 2023, a seguito di un malore dovuto ad un'infezione renale mentre era in vacanza sul lago di Como, e al conseguente ricovero in ospedale, ha cancellato il tour.
Payne è tornato alla musica nel 2024 con il singolo Teardrops, che è stato pubblicato il 1º marzo. Il singolo è stato scritto in collaborazione con il membro degli NSYNC JC Chasez.

## Filantropia

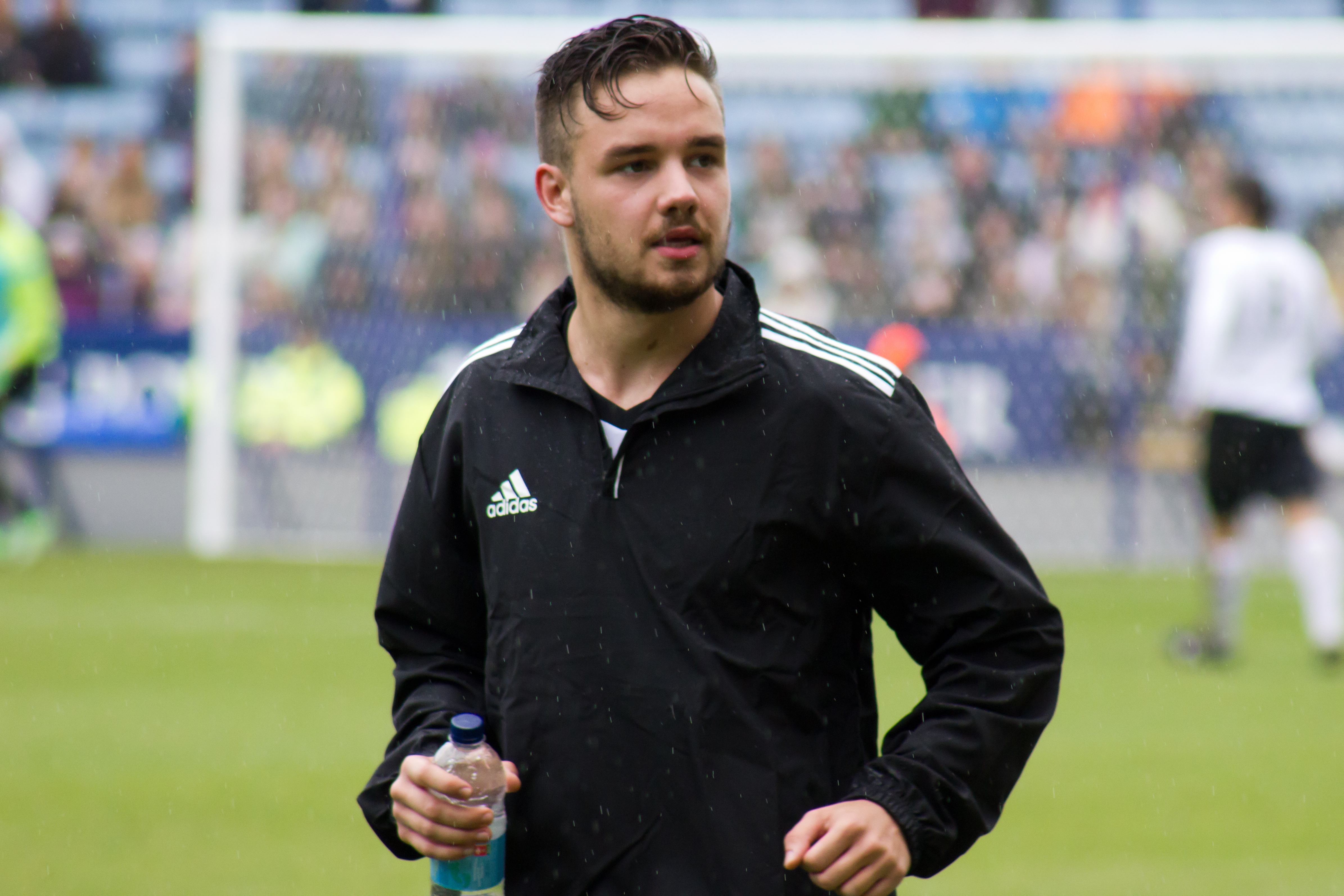
Payne a un evento calcistico di beneficenza a Leicester, Inghilterra, maggio 2014

Come membro degli One Direction, Payne ha sostenuto molti enti di beneficenza. La band ha sostenuto gli sforzi di raccolta fondi della BBC Children in Need. La band ha anche sostenuto Comic Relief, raccogliendo oltre 2 milioni di sterline per l'organizzazione di beneficenza nel 2013, in parte attraverso l'uscita di un singolo di beneficenza "One Way or Another (Teenage Kicks)" e video viaggio della band in Ghana. Ha preso parte anche a un'iniziativa intitolata Azione 1D "per aiutare a migliorare il futuro".
Payne era sostenitore dell'UNICEF e ha collaborato con la star del tennis Andy Murray, Jack Whitehall e Clare Balding a sostegno dell'appello dell'UNICEF UK per la malattia estiva dei bambini in pericolo. Payne ha collaborato con la star degli sport motoristici Eddie Jordan a sostegno dell'organizzazione benefica CLIC Sargent con sede nel Regno Unito. Payne era un ambasciatore dell'organizzazione di beneficenza Trekstock. La campagna originale di Payne con l'organizzazione nel 2013 ha raccolto $ 784.198. Ha raccolto altri $ 211.237 durante la sua campagna nel 2015. Payne è stato anche nominato ambasciatore degli obiettivi di sviluppo sostenibile, noti anche come campagna degli obiettivi globali. 
Nel 2015, Payne ha contribuito a promuovere un progetto giovanile da 6 milioni di sterline "The Youth Zone" nella sua città natale di Wolverhampton.
Payne e il compagno di band Harry Styles hanno collaborato con Trekstok, un ente di beneficenza contro il cancro giovanile.Payne ha co-ospitato un ballo di beneficenza in onore di Believe in Magic, un'organizzazione che sostiene i bambini malati terminali, con il compagno di band Louis Tomlinson.  Payne e Tomlinson hanno donato oltre 5 milioni di sterline all'evento. Nel 2018, Payne e Tomlinson hanno filmato un episodio di Gogglebox a sostegno di Stand Up to Cancer.
Liam era un sostenitore della sicurezza alimentare. A partire dalla primavera del 2020 è diventato un donatore del Trussell Trust e della sua rete di banche alimentari del Regno Unito, finanziando più di 360.000 pasti durante la pandemia COVID-19. Più specificamente, Payne ha donato 80mila sterline e si è offerto volontario per dare una mano di persona alla Euston Food Bank e Food for All a Holborn, cosa che è stata rivelata solo dopo la sua morte. 
Payne ha partecipato al programma Soccer Aid dell'UNICEF. Nel 2022 è stato il capitano della squadra.

## Morte

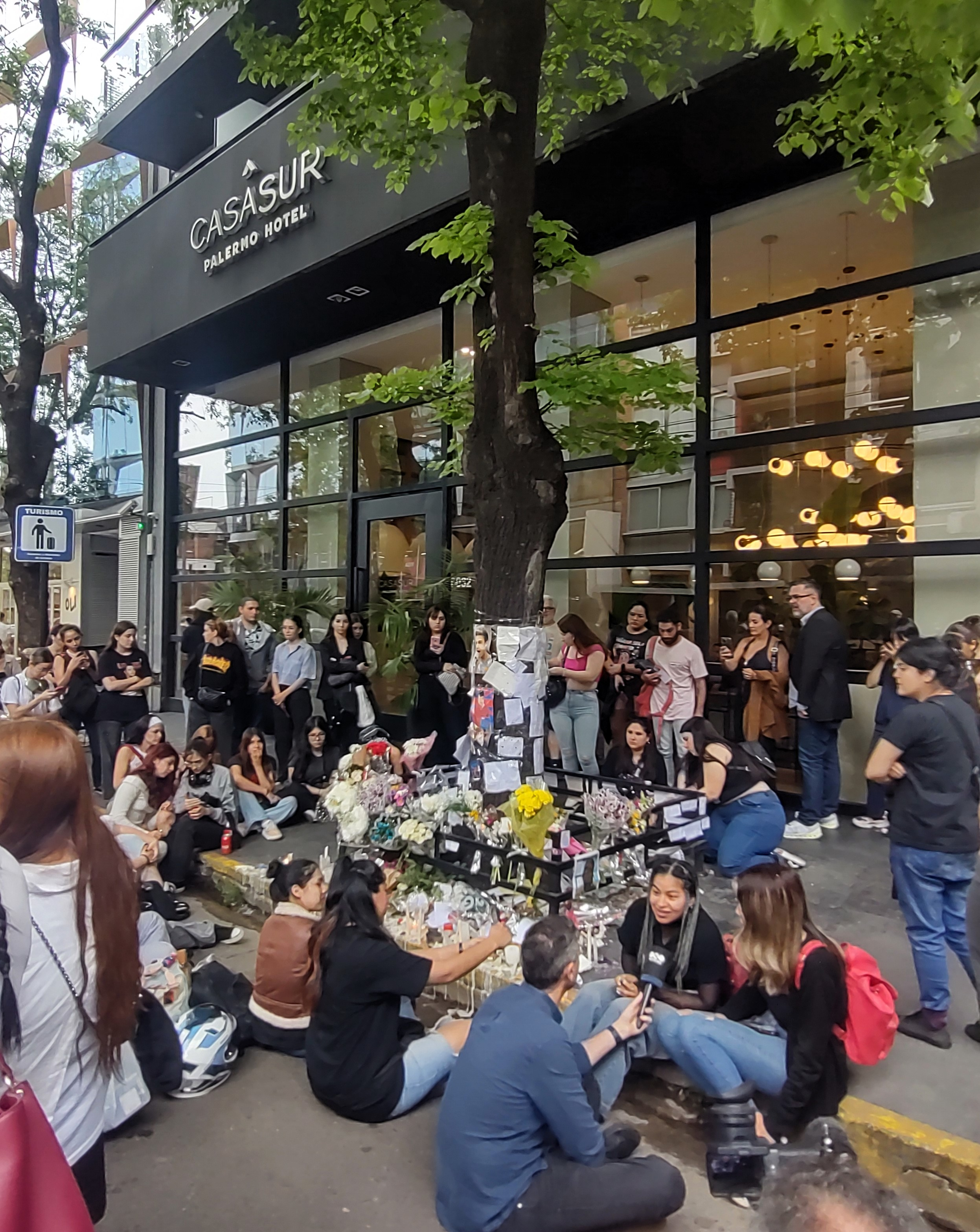
Fan di Liam Payne che rendono omaggio al cantante lasciando foto e fiori all'ingresso dell'Hotel Casasur di Buenos Aires.

Il 1º ottobre 2024, Payne e la sua ragazza Kate Cassidy si erano recati in Argentina per rinnovare il visto per gli Stati Uniti presso l'ambasciata statunitense a Buenos Aires e per assistere al concerto di Niall Horan alla Movistar Arena di Santiago del Cile in programma il 10 dello stesso mese. La coppia ha inizialmente soggiornato all'interno di una struttura di lusso Airbnb della capitale argentina prima di trasferirsi in un hotel quando la richiesta del visto di Payne è stata ritardata e la loro prenotazione scaduta. Il 14 ottobre Cassidy ha fatto così ritorno a casa sua in Florida, mentre Payne è rimasto in Argentina.
Il 16 ottobre 2024, all'età di 31 anni, Liam Payne è morto in seguito a una caduta dal balcone del terzo piano dell'Hotel Casasur, situato nel quartiere di Palermo, a Buenos Aires, in Argentina.
Il corpo è stato rinvenuto dalla polizia argentina, che era stata chiamata poco prima dal direttore dell'albergo, che aveva segnalato la presenza di "un uomo che mostra comportamenti aggressivi, forse sotto l'effetto di alcol e droga", allertando del pericolo derivante dalla presenza di un balcone nella stanza dove si trovava il soggetto. Testimoni lì presenti dissero che il cantante avrebbe scagliato un computer portatile nella hall dell'albergo e poi preso a calci dei tavoli e alcune sedie, per poi venire ricondotto nella sua stanza. Liam precipitò dal suddetto balcone poco dopo la chiamata atterrando in un cortile sottostante, e il team medico d'urgenza, che confermò la sua morte alle 17:11 ora locale (UTC-3), dichiarò che aveva rinvenuto sul corpo dell'artista "una frattura cranica e lesioni traumatiche multiple" che avevano causato una morte immediata. Il cantante era già svenuto nella hall dell'albergo, ma era stato riportato in camera e lasciato solo.
Stando a quanto riferito ai media da Alberto Crescenti, direttore del servizio sanitario di Buenos Aires, le lesioni riportate dalla star cadendo da circa 14 metri erano "incompatibili" con la vita e che "non c'era possibilità di rianimazione", ma rifiutò di avanzare ipotesi sulle modalità della caduta, mentre Pablo Policicchio, direttore delle comunicazioni per il Ministero della sicurezza di Buenos Aires, affermò che Liam era "saltato" dal balcone della sua stanza. La polizia ha poi reso noto che in stanza erano stati rinvenuti farmaci fra cui il clonazepam, e una bottiglia di whisky era stata trovata vicino al corpo.
L'esame post mortem ha stabilito che il cantante è deceduto per emorragie multiple interne ed esterne e lesioni gravi multiple, osservando che la sola frattura cranica era sufficiente a causare la morte, e che il corpo presentava non meno di 25 lesioni. Non sono stati trovati segni di colluttazione, in linea con le dichiarazioni secondo cui il ragazzo, al momento della morte, era da solo. Riguardo all'esito dell'autopsia, essa ha rivelato presenza di alcool, antidepressivi e cocaina assunti nelle 72 ore precedenti alla morte. Inoltre sempre i risultati dell’autopsia hanno confermato che il cantante si trovasse già in uno stato di incoscienza quando è caduto dal balcone dovuto ad un episodio psicotico.
Foto parziali del cadavere sono state pubblicate online dal tabloid americano TMZ, ma sono state rimosse poco dopo a causa delle numerose critiche di fan e personaggi pubblici. Il successivo 3 novembre è stato dato il via libera da parte dei magistrati argentini per il rilascio della salma al padre, per il ritorno in Inghilterra, dove il 20 novembre si sono svolti i funerali in forma ristretta con amici e parenti, tra cui gli ex membri degli One Direction.

## Vita privata
Payne aveva parlato della sua lotta contro l'alcolismo sin dall'apice del successo degli One Direction. Nel maggio 2023, Payne ha affermato di essere rimasto sobrio per oltre tre mesi. Quel luglio, ha condiviso un video in cui spiegava questo argomento e ha discusso di aver trascorso 100 giorni in una struttura di riabilitazione in Louisiana. Nell'agosto 2023, Payne è stato ricoverato in ospedale per un'infezione ai reni. 
Da dicembre 2015 a luglio 2018 ebbe una relazione con la cantante Cheryl. La coppia ebbe un figlio, nato il 22 marzo 2017. Nel mese di settembre del 2019 Payne confermò di avere una relazione con la modella Maya Henry, dalla quale si separò nel maggio del 2021, tornando tuttavia a frequentarla due mesi più tardi; Nel 2022 la coppia si lasciò definitivamente. Nello stesso anno, dopo una breve relazione con Aliana Mawla, l'artista iniziò a frequentare Kate Cassidy.

## Discografia

### Da solista
Album in studio
- 2019 – LP1

EP
- 2018 – First Time

Singoli come artista principale
- 2017 – Strip That Down (feat. Quavo)
- 2017 – Get Low (con Zedd)
- 2017 – Bedroom Floor
- 2018 – For You (con Rita Ora)
- 2018 – Familiar (con J Balvin)
- 2018 – First Time
- 2018 – Polaroid (con Jonas Blue e Lennon Stella)
- 2019 – Stack It Up (feat. A Boogie wit da Hoodie)
- 2019 – All I Want (for Christmas)
- 2019 – Live Forever (feat. Cheat Codes)
- 2019 – Let It Snow, Let It Snow, Let It Snow
- 2020 – Midnight (Alesso feat Liam Payne)
- 2020 – Naughty List (con Dixie D'Amelio)
- 2021 – Sunshine
- 2024 – Teardrops

### Con gli One Direction
- 2011 – Up All Night
- 2012 – Take Me Home
- 2013 – Midnight Memories
- 2014 – Four
- 2015 – Made in the A.M.